# Spilosoma reisseri
Spilosoma reisseri är en fjärilsart som beskrevs av Koutsaftikis 1973. Spilosoma reisseri ingår i släktet Spilosoma och familjen björnspinnare. Inga underarter finns listade i Catalogue of Life.